# NGC 6868
NGC 6868 (другие обозначения — PGC 64192, ESO 233-39, AM 2006-483) — эллиптическая галактика (E2) в созвездии Телескоп.
Этот объект входит в число перечисленных в оригинальной редакции «Нового общего каталога».